# 2.º governo da ditadura militar (Portugal)
O 2.º governo da Ditadura portuguesa, nomeado a 17 de junho de 1926 e exonerado a 9 de julho do mesmo ano, foi liderado por Manuel Gomes da Costa. Inicialmente, Gomes da Costa assume todas as pastas; a 18 de junho entra António Claro para a pasta do Interior; a 19 de julho e a 6 de julho ocorrem novas alterações.
A totalidade do governo serviu como chefe de Estado de Portugal entre 17 e 29 de junho de 1926, na falta de um presidente da República ou de um presidente do Ministério com as prerrogativas de chefe de Estado. Essas prerrogativas seriam atribuídas ao presidente do Ministério Manuel Gomes da Costa a 29 de junho.
A sua constituição era a seguinte:
| Cargo                               | Detentor | Detentor                                     | Período                                   |
| ----------------------------------- | -------- | -------------------------------------------- | ----------------------------------------- |
| Presidente do Ministério            |          | Manuel Gomes da Costa (1863–1929)            | 17 de junho de 1926 a 9 de julho de 1926  |
| Ministro do Interior                |          | Manuel Gomes da Costa (1863–1929)            | 17 de junho de 1926 a 18 de junho de 1926 |
| Ministro do Interior                |          | António Claro (1863–1931)                    | 18 de junho de 1926 a 6 de julho de 1926  |
| Ministro do Interior                |          | Manuel Gomes da Costa (interino) (1863–1929) | 6 de julho de 1926 a 9 de julho de 1926   |
| Ministro da Justiça e dos Cultos    |          | Manuel Rodrigues (1889–1946)                 | 17 de junho de 1926 a 9 de julho de 1926  |
| Ministro das Finanças               |          | António de Oliveira Salazar (1889–1970)      | 17 de junho de 1926 a 19 de junho de 1926 |
| Ministro das Finanças               |          | Filomeno da Câmara (1873–1934)               | 19 de junho de 1926 a 9 de julho de 1926  |
| Ministro da Guerra                  |          | Manuel Gomes da Costa (1863–1929)            | 17 de junho de 1926 a 9 de julho de 1926  |
| Ministro da Marinha                 |          | Jaime Afreixo (1867–1942)                    | 17 de junho de 1926 a 9 de julho de 1926  |
| Ministro dos Negócios Estrangeiros  |          | Óscar Carmona (1869–1951)                    | 17 de junho de 1926 a 6 de julho de 1926  |
| Ministro dos Negócios Estrangeiros  |          | Martinho Nobre de Melo (1891–1985)           | 6 de julho de 1926 a 9 de julho de 1926   |
| Ministro do Comércio e Comunicações |          | Abílio Passos e Sousa (1881–1966)            | 17 de junho de 1926 a 9 de julho de 1926  |
| Ministro das Colónias               |          | Manuel Gomes da Costa (interino) (1863–1929) | 17 de junho de 1926 a 19 de junho de 1926 |
| Ministro das Colónias               |          | Armando da Gama Ochoa (1877–1941)            | 19 de junho de 1926 a 6 de julho de 1926  |
| Ministro das Colónias               |          | João de Almeida (1873–1953)                  | 6 de julho de 1926 a 9 de julho de 1926   |
| Ministro da Instrução Pública       |          | Joaquim Mendes dos Remédios (1867–1932)      | 17 de junho de 1926 a 19 de junho de 1926 |
| Ministro da Instrução Pública       |          | Artur Ricardo Jorge (1886–1974)              | 19 de junho de 1926 a 9 de julho de 1927  |
| Ministro da Agricultura             |          | Felisberto Pedrosa (1862–1937)               | 17 de junho de 1926 a 9 de julho de 1926  |